# پدال واه

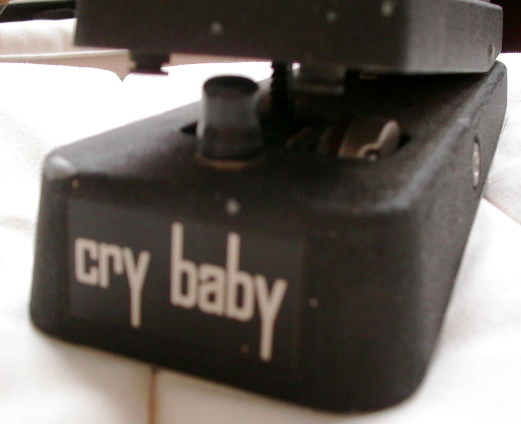
Thomas Organ Cry Baby ساخته شده توسط JEN

پدال واه (Wah-wah Pedal یا Wah Pedal) نوعی پدال افکت گیتار الکتریک است که آهنگ و فرکانس سیگنال گیتار را تغییر می‌دهد تا صدایی متمایز ایجاد کند و صدای انسان را تقلید کند که نام‌آوا «wah-wah» را شبیه‌سازی می‌کند. پدال پاسخ رفت و برگشت فیلتر فرکانس را در فرکانس، بالا و پایین می‌برد تا صدای یک لغزش طیفی که با نام "wah wah" نیز شناخته می‌شود را ایجاد کند. افکت واه در دهه ۱۹۲۰ سرچشمه گرفت و نوازندگان ترومپت یا ترومبون دریافتند که می‌توانند صدای گریه مانندی را با حرکت دادن سوردین در دهانه ساز تولید کنند. این بعدها با مدارهای الکترونیکی برای گیتار الکتریک شبیه‌سازی شد و پدال واه اختراع شد. این پدال با حرکت پای نوازنده به سمت بالا و پایین بر روی پدال که متصل به پتانسیومتر است کنترل می‌شود. افکت‌های واه (wah) ممکن است به‌عنوان یک فیلتر ثابت برای تغییر صدای ساز استفاده شوند (معروف به"cocked-wah"). این ممکن است زمانی که یک گیتاریست تک نوازی می‌کند استفاده شوند یا به‌طور کلاسیک، ممکن است برای ایجاد ریتم فانک "wacka-wacka" برای نواختن ریتم در گیتار استفاده شود.

## تاریخچه

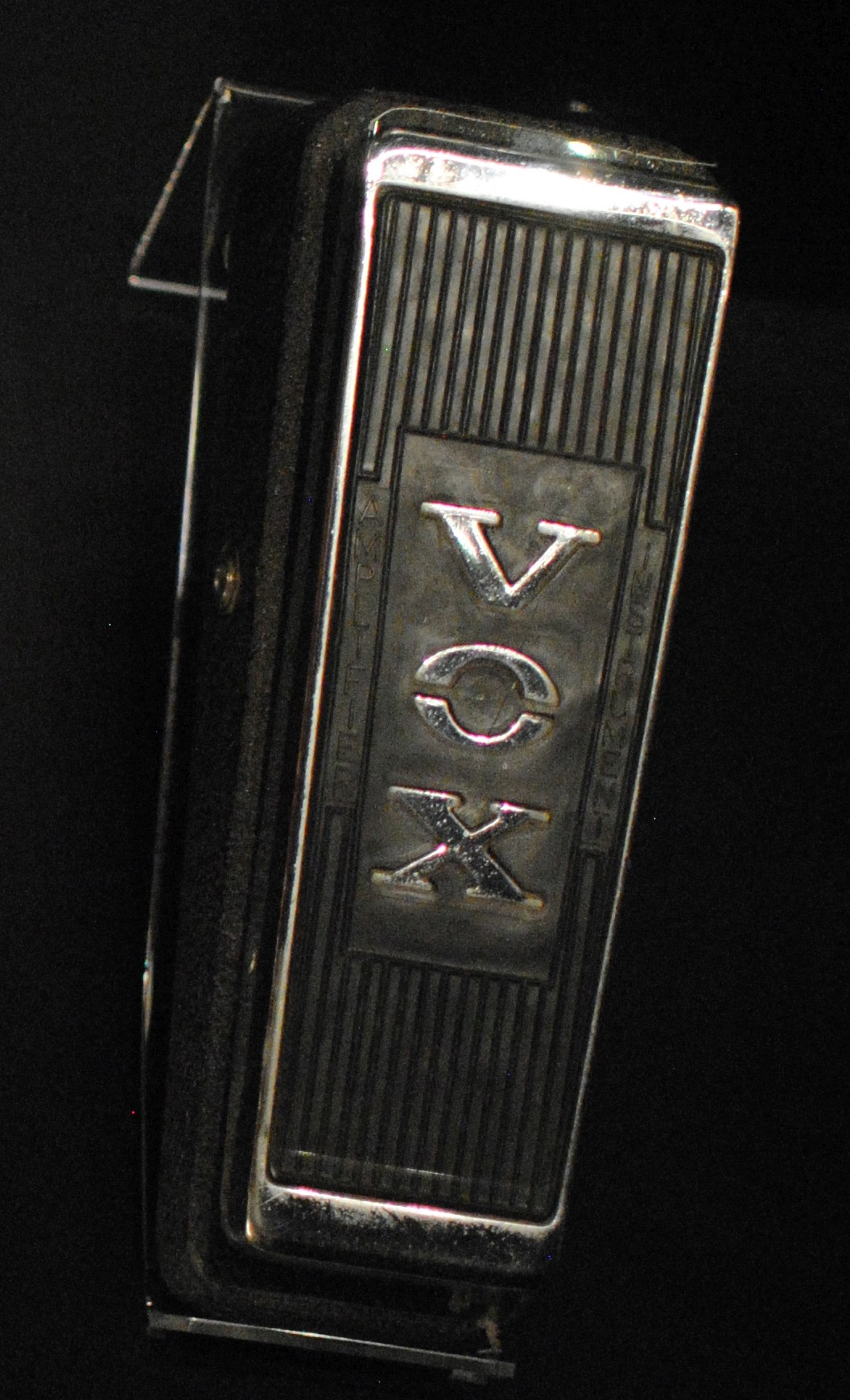
پدال افکت واه گیتار VOX دیوید گیلمور، همان‌طور که در Obscured by Clouds (1972) استفاده شد، در نمایشگاه Pink Floyd: Their Mortal Remains به نمایش درآمد.

برخی از مشهورترین نوازندگان گیتار الکتریک، مشتاق بودند پدال واه را بلافاصله پس از انتشار آن استفاده کنند. از جمله اولین کارهای ضبط شده با پدال واه، «Tales of Brave Ulysses» توسط کریم با نوازندگی گیتار توسط اریک کلپتون و «Burning of the Midnight» توسط جیمی هندریکس اکسپرینس بود که هر دو در سال ۱۹۶۷ منتشر شدند. هندریکس همچنین از پدال واه در آهنگ معروف خود " Voodo Child " در مقدمه و سولوی آن استفاده کرد. کلپتون، به‌ویژه، از این پدال در بسیاری از آهنگ‌های Cream که در آلبوم‌های دوم و سوم آن‌ها، موجود بودند، استفاده کرد. پس از انحلال گروه بیتلز در سال ۱۹۷۰، کلپتون مجدداً از «واه»، در آلبوم انفرادی دوست خوبش جورج هریسون، All Things Must Pass، استفاده کرد. یکی دیگر از کاربردهای برجسته پدال در ضبط " Crimson & Clover " توسط تامی جیمز و شاندل‌ها در اواخر سال ۱۹۶۸ رخ داد، که در نهایت نسخه تک در اوایل سال ۱۹۶۹ به جایگاه اول رسید. تری کات، گیتاریست اصلی گروه شیکاگو، از «واه» در بسیاری از ضبط‌های اولیه خود نیز استفاده کرد. مارتین باره، نوازنده گیتاریست گروه نوپای جترو تول، همچنین از آن برای تأثیرات بسیار خوبی در آلبوم دوم خود Stand Up استفاده کرد، به ویژه در «We Used to Know» و «Look into the Sun». جیمی پیج پدال واه را بر روی چندین آهنگ از آلبوم نهایی Yardbirds Little Games و همچنین تکنوازی آهنگ لد زپلین " Tampled Under Foot " به نمایش گذاشت. تونی آیومی از آن در آهنگ‌های " Black Sabbath ", " The Wizard " و " Electric Funeral " استفاده کرد.
علاوه بر تکان دادن پدال به بالا و پایین برای ایجاد صدای «wah»، عملکرد دیگر پدال استفاده از آن در یک موقعیت ثابت است. به این ترتیب یک گیتاریست، موقعیتی را روی پدال واه انتخاب می‌کند و پدال را همان‌جا رها می‌کند. بسته به موقعیت پدال، فرکانس خاصی ایجاد می‌شود که با عوض کردن موقعیت پدال تقویت یا کاهش پیدا می‌کند. یکی از نوازندگان گیتار الکتریک که از پدال واه به این روش استفاده کرد جیمی هندریکس بود که با ترکیب Fender Stratocaster با آمپلی فایرهای مارشال برای لید گیتار و ریتم (که پیش از آن سابقه نداشت) انقلابی در کاربرد آن ایجاد کرد. به گفته دل کشر، هندریکس در مورد پدال از فرانک زاپا، یکی دیگر از کسانی که از پدال واه به خوبی استفاده می‌کرد آموخت.

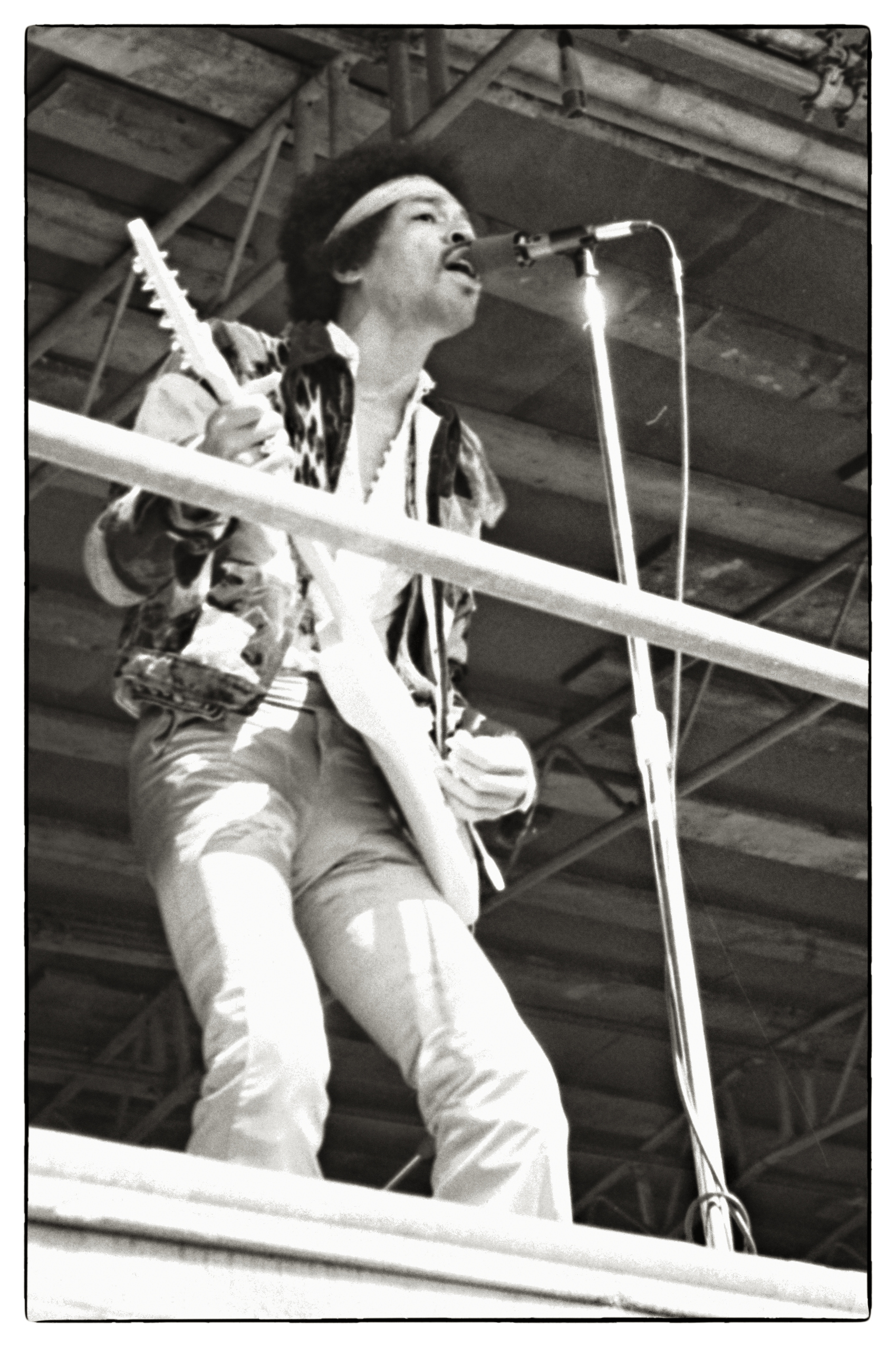
جیمی هندریکس در حال اجرای زنده در سال ۱۹۷۰

نقاط عطف این ترکیب گیتار و آمپلی فایر شامل آهنگ‌هایی مانند " Vodoo Child " و همچنین " Star Spangled Banner " است که توسط هندریکس در ووداستاک در سال ۱۹۶۹ نواخته شد. میک رونسون در هنگام ضبط The Rise and Fall of Ziggy Stardust and the Spiders from Mars از Cry Baby برای همین منظور استفاده کرد. مایکل شنکر نیز از پدال واه در کارهای خود استفاده کرد.

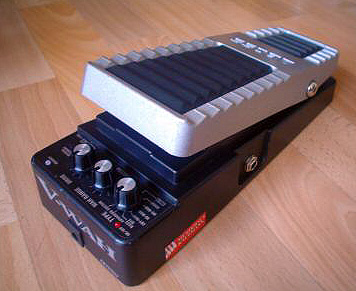
یک پدال Roland V-Wah.

یکی دیگر از سبک‌های معروف نوازندگی واه، استفاده از آن برای افکت ضربی "wacka-wacka" در طول قطعات ریتم گیتار است. این کار با خفه کردن سیم‌های گیتار، نگه داشتن یک آکورد و حرکت دادن پدال به‌طور همزمان انجام می‌شود. این اولین بار در آهنگ Little Miss Lover توسط جیمی هندریکس شنیده شد.
دیوید گیلمور (پینک فلوید) از پدال واه برای ایجاد افکت "Whale" در طول Echoes استفاده کرد. او این افکت را در نتیجه وصل کردن تصادفی گیتار خود به خروجی پدال و وصل کردن ورودی به آمپلی فایر خود کشف کرد. این افکت برای اولین بار در طول اجرای زنده ترانه رویان در سال ۱۹۷۰ مورد استفاده قرار گرفت.

## سازهای دیگر
- باس - مایکل هندرسون از پدال واه در آلبوم مایلز دیویس On the Corner استفاده کرد.[۶] کریس اسکوایر از اعضای Yes در قطعه انفرادی خود " The Fish " در آلبوم Fragile از پدال واه استفاده کرد.
- ترومپت - موسیقی‌های جز/کراس‌اور دارای سازهای بادی و برنجی با این افکت هستند - ترومپت مایلز دیویس با پدال واه نمونه معروفی است.[۷]
- ساکسیفون - ناپلئون مورفی براک در فیلم فرانک زاپا The Dub Room Special و همچنین در برخی از آلبوم‌های زاپا، یک ساکسیفون متصل به آمپلی‌فایر از طریق پدال واه نواخت. دیوید سنبورن را می‌توان در حال نواختن یک ساکسیفون آلتو که با پدال واه در آلبوم آمریکایی‌های جوان دیوید بووی (۱۹۷۵) تغییر یافته، شنید.[۸]